# Müllerhof (Leichlingen)
Müllerhof ist eine Hofschaft und ehemaliger Rittersitz in der Stadt Leichlingen (Rheinland) im Rheinisch-Bergischen Kreis.

## Lage und Beschreibung
Müllerhof liegt an der Wupper nördlich des Leichlinger Zentrums in der naturräumlichen Einheit Unteres Wuppertal östlich der Landesstraße L288 unmittelbar an der Stadtgrenze zu Solingen. Bei dem Ort befindet sich das Naturschutzgebiet Wald bei Müllerhof. Das Flussbett der Wupper wird im Naturschutzgebiet Wupper und Wupperhänge mit Seitensiefen geschützt.
Nachbarorte sind Bungenstraße und Ziegwebersberg auf Leichlinger Stadtgebiet diesseits der Wupper und Kradenpuhl, Unterberg, Scheidt, Kuhle und Hülstrung auf der anderen Flussseite. Auf Solinger Stadtgebiet befinden sich die Nachbarorte Horn, Gosse, Rupelrath und Hütte. 
Der ursprüngliche landwirtschaftliche Betrieb in Müllerhof wurde ab 1987 durch exzessive Bautätigkeiten des Eigentümers stark umgestaltet. Der Rohbau des an seiner Stelle entstandene villenförmige Gutshofs ist aufgrund der extrem großen Abmessungen mit rund 8.000 Quadratmeter Bruttogeschossfläche öfters Ziel von Presseberichten.
Bei Müllerhof sind die Reste einer Motte unter Bodendenkmalschutz gestellt, siehe Motte Müllerhof.

## Geschichte
Der Müllerhof wurde erstmals im Jahr 1307 urkundlich als Lehen der Abtei Deutz erwähnt. Nach den damaligen Lehnsträgern, der bergischen Adelsfamilie Vlecke oder Flecko, findet sich der Eintrag "Fleckone de Muylendino" in den Urkunden der Abtei. Der Müllerhof ist dabei der zugehörige Gutshof einer bereits 1166 erwähnten Mahlmühle an der Wupper oder einer Mühle am nahen Rupelrather Bach, die beide nicht mehr lokalisierbar sind. Weitere Erwähnungen unterschiedlicher Besitzer des Müllerhof finden sich 1447, 1455, 1495, 1562, um 1600, 1607 und 1620. Der Müllerhof wird in Urkunden des 16. und 17. Jahrhunderts auch als Scheffgesmühle oder Scheffgenmühle genannt.
Die Karte Topographia Ducatus Montani aus dem Jahre 1715 zeigt einen Hof unter dem Namen Müllershof. Im 18. Jahrhundert gehörte der Ort zum Kirchspiel Leichlingen im bergischen Amt Miselohe. Die Topographische Aufnahme der Rheinlande von 1824 und die Preußische Uraufnahme von 1844 verzeichnen den Ort beide als Müllerhof.
1815/16 lebten zehn Einwohner im Ort. 1832 gehörte Müllerhof der Bürgermeisterei Leichlingen an. Der laut der Statistik und Topographie des Regierungsbezirks Düsseldorf als Ackergut kategorisierte Ort besaß zu dieser Zeit ein Wohnhaus und zwei landwirtschaftliche Gebäude. Zu dieser Zeit lebten 20 Einwohner im Ort, davon 19 katholischen und einer evangelischen Glaubens.
Im Gemeindelexikon für die Provinz Rheinland werden 1885 ein Wohnhaus mit sechs Einwohnern angegeben. 1895 besitzt der Ort ein Wohnhaus mit sieben Einwohnern, 1905 ein Wohnhaus und neun Einwohner.
Ab 1803 ist der Müllerhof in dem Besitz der Familie Mirbach, die ihn 1987 an einen ehemaligen Schreinermeister veräußerte. Am 9. September 1907 brannten große Teile des Müllerhofs ab. 1943 wurde der Landwirt Karl Kauert von einer Bombe getötet, 1945 töteten ausländische Arbeiter Martin Boddenberg. Nach dem Verkauf 1987 an den Düsseldorfer Schreinermeister Otto Kunze erfolgte der Abriss des alten Hofguts und die als pompös bezeichnete Neubebauung, in der es 1995 brannte. Die mehrere Jahrzehnte andauernden Bautätigkeiten stoppten mehrfach und wurden nach Verzögerungen wieder aufgenommen. 
Nach dem Tod des Otto Kunze 2018 übernahm eine Düsseldorfer Projektentwicklungsfirma mit Besitzer aus dem Kreis der Erben das Gutsgelände. Nachdem die Behörden einer Bebauungsplanänderung zugestimmt haben, soll auf dem Gelände eine Hotellerieanlage und ein Gestüt entstehen.

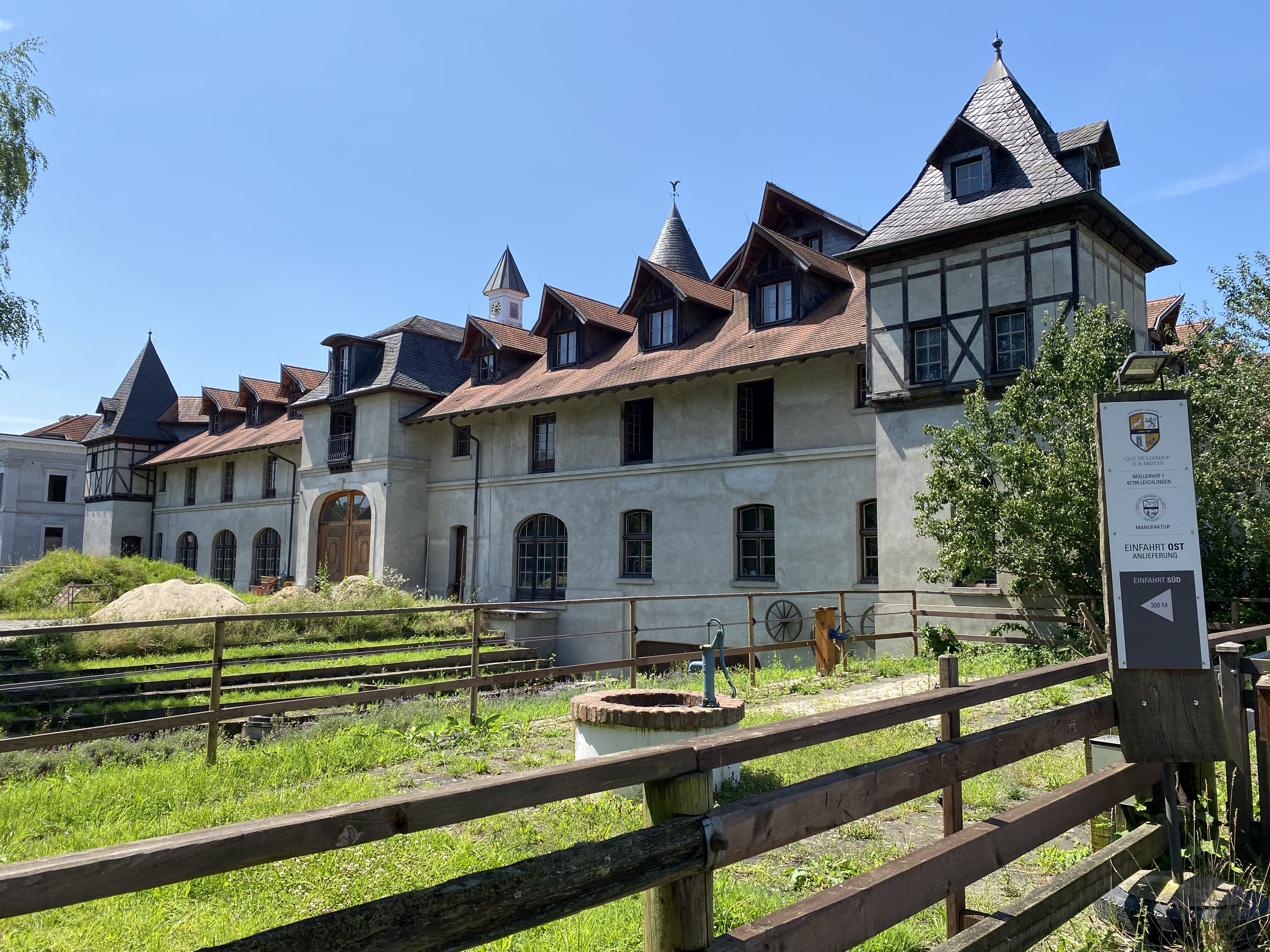
Gut Müllerhof
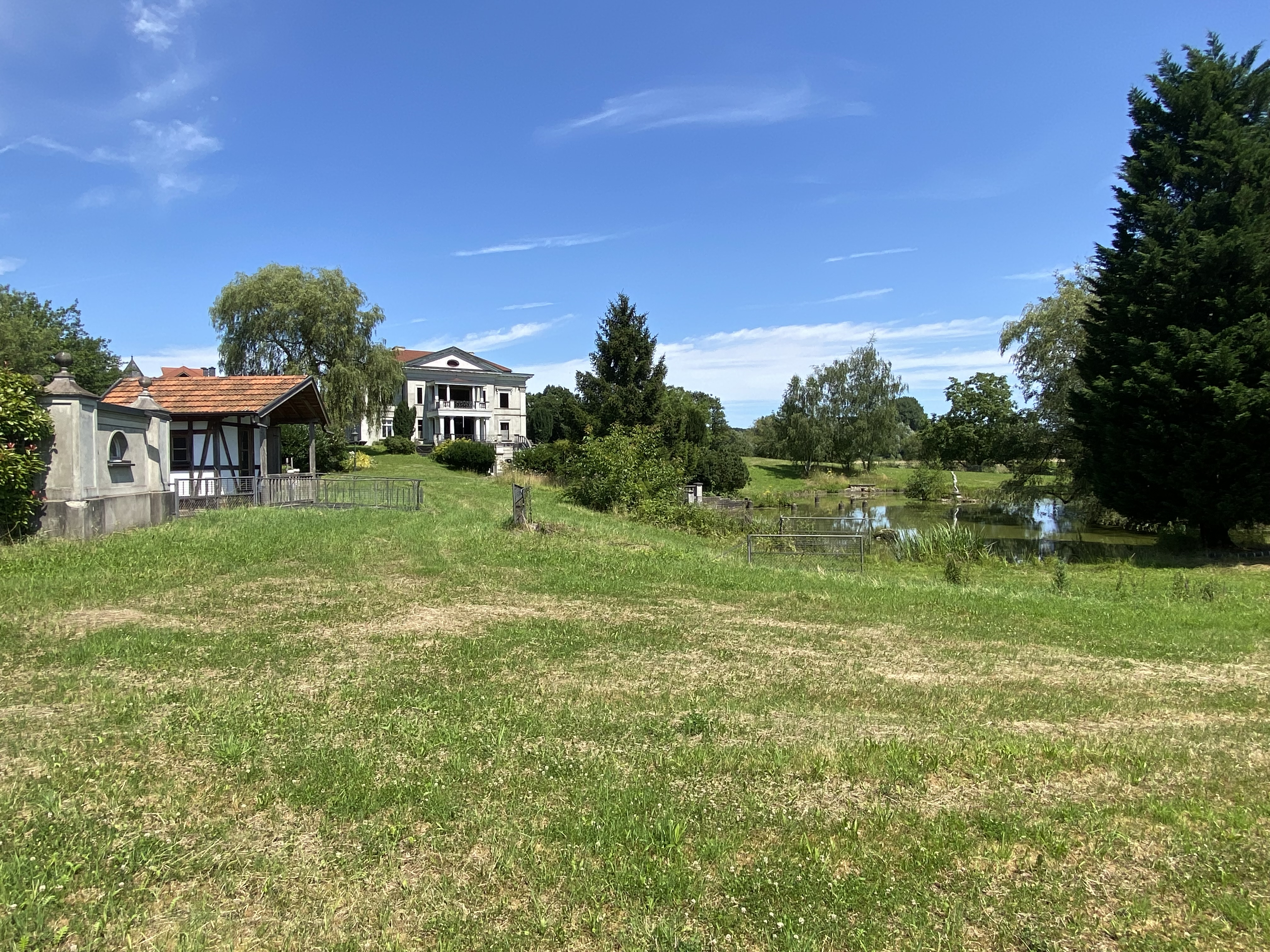
Süd-Ansicht
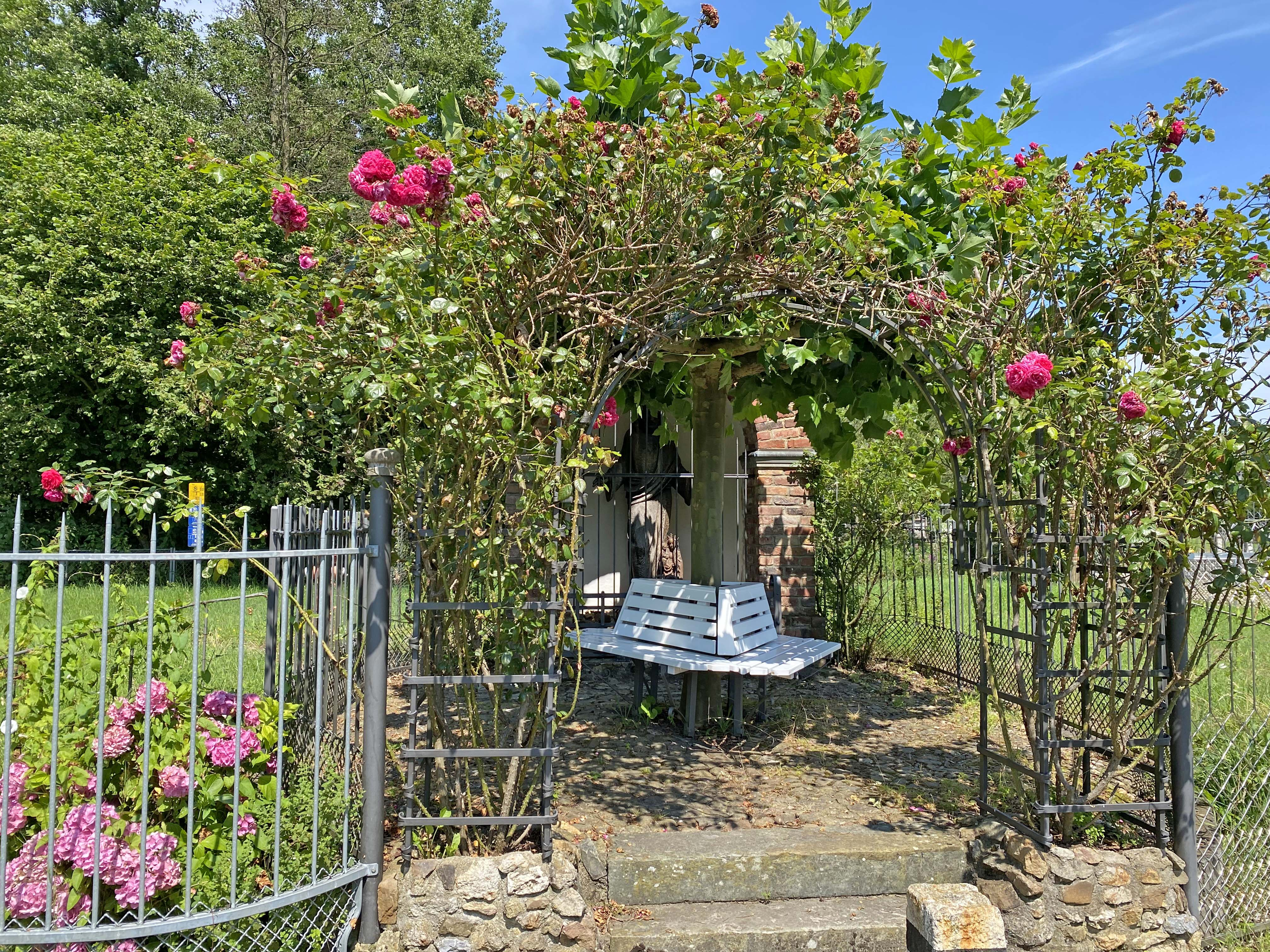
Denkmal am südl. Eingang
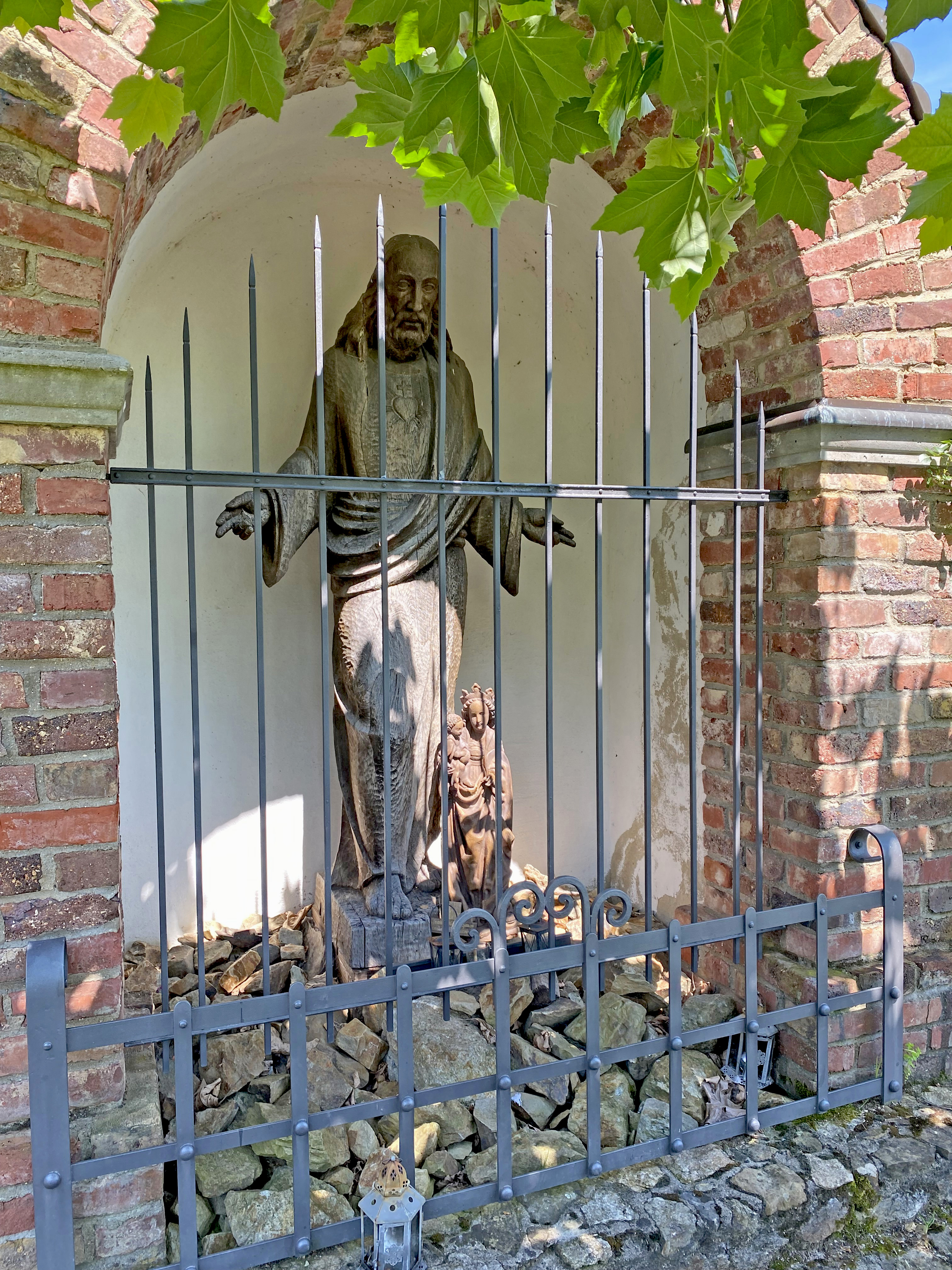
Denkmal am südl. Eingang
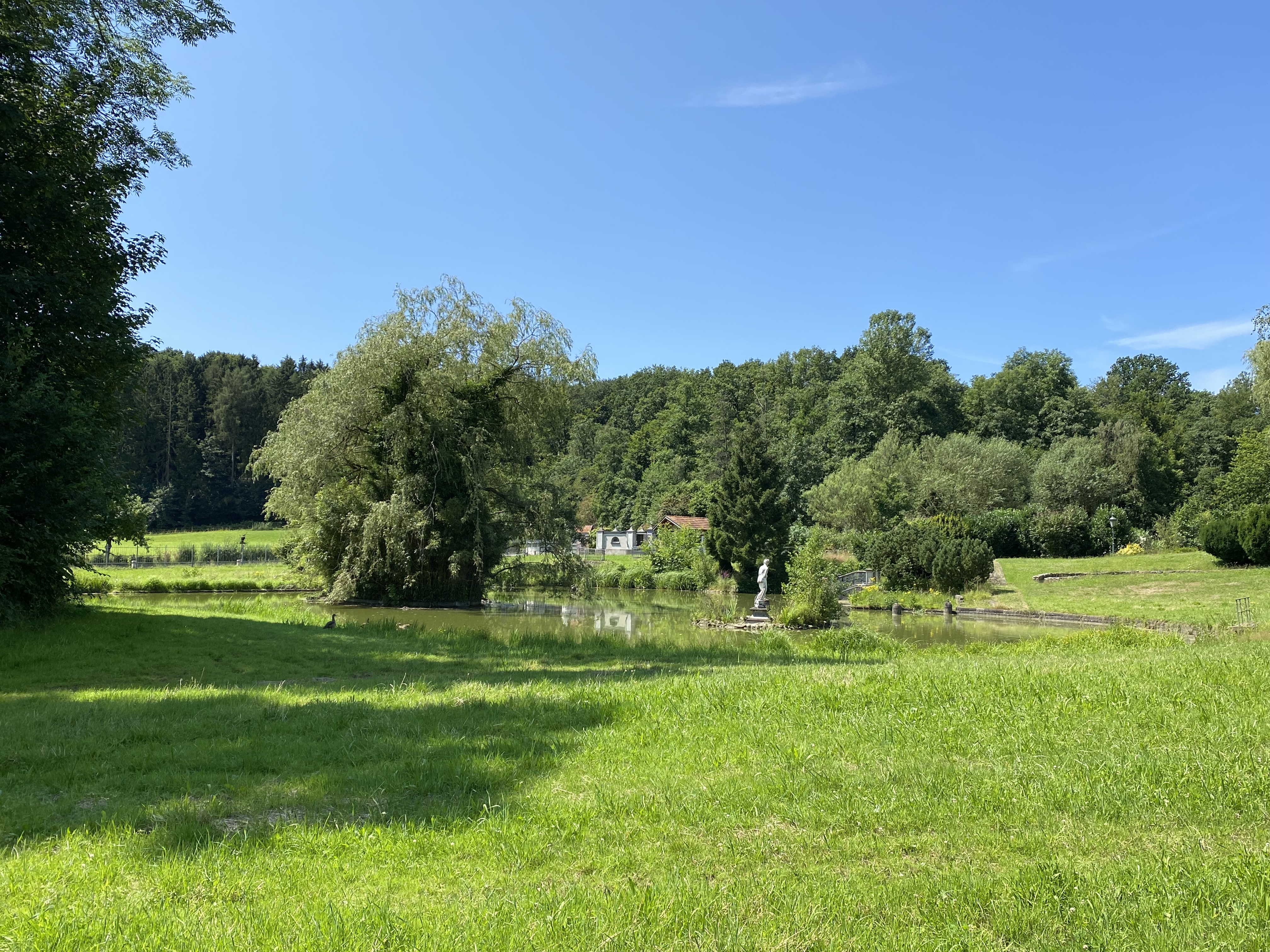
Park mit Teichanlage
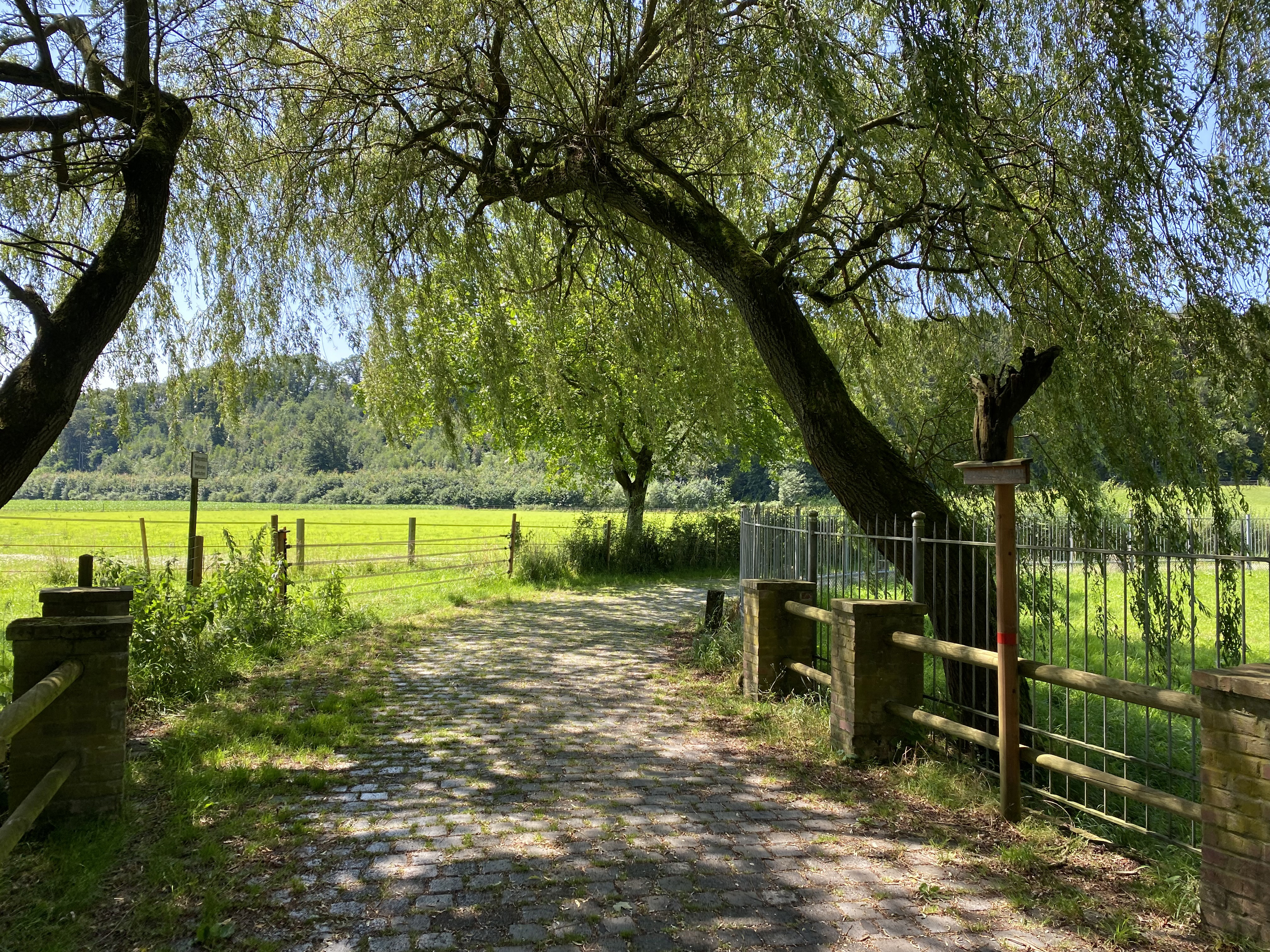
Wanderweg am Park